# Parodia neohorstii
Parodia neohorstii ist eine Pflanzenart aus der Gattung Parodia in der Familie der Kakteengewächse (Cactaceae). Das Artepitheton neohorstii ehrt den aus Deutschland stammenden und in Brasilien lebenden Kakteensammler Leopoldo Horst.

## Beschreibung
Parodia neohorstii wächst einzeln. Die grünen kugelförmigen Triebe sind im Alter verlängert und erreichen Durchmesser von 5 bis 9 Zentimeter. Die 18 bis 26 welligen Rippen sind stumpf und im Bereich des Triebscheitels etwas gehöckert. Die auf ihnen befindlichen Areolen sind weiß. Der meist einzelne schwarze oder dunkelbraune Mitteldorn, manchmal sind zwei bis drei vorhanden, ist pfriemlich und abstehend. Er weist eine Länge von 1 bis 3 Zentimeter auf. Die 14 bis 24 spreizenden weißlich Randdornen besitzen eine dunklere Spitze und sind 3 bis 7 Millimeter lang.
Die goldgelben Blüten erreichen Durchmesser von 2,5 bis 3,5 Zentimeter und Längen von 3 bis 4 Zentimeter. Ihr Perikarpell und die Blütenröhre sind mit weißer Wolle und Borsten besetzt. Die Narben sind dunkel rotbraun. Die rötlichen oder grünlichen, walzenförmigen Früchte sind bis zu 0,8 Zentimeter lang. Sie enthalten schwarze Samen, die fast glatt sind.

## Verbreitung, Systematik und Gefährdung
Parodia neohorstii ist im brasilianischen Bundesstaat Rio Grande do Sul verbreitet.
Die Erstbeschreibung als Wigginsia horstii wurde 1979 durch Friedrich Ritter veröffentlicht. Sjef Theunissen stellte die Art 1981 als Notocactus neohorstii in die Gattung Notocactus. Da der Name Notocactus horstii F.Ritter (1966) bereits vergeben war, wurde ein neuer Name (nom. nov.) benötigt. Nigel Paul Taylor stellte die Art 1987 in die Gattung Parodia. Weitere Nomenklatorische Synonyme sind Peronocactus neohorstii (S.Theun.) Doweld (1999) und Ritterocactus horstii (F.Ritter) Doweld (2000).
In der Roten Liste gefährdeter Arten der IUCN wird die Art als „Critically Endangered (CR)“, d. h. als vom Aussterben bedroht geführt.

## Nachweise